# Свети Атанасий (Барбарево)
Вижте пояснителната страница за други значения на Свети Атанасий.
„Свети Атанасий“ или „Свети Атанас“ (на македонска литературна норма: „Свети Атанасиј“, „Свети Атанас“) е възрожденска православна църква в струмишкото село Барбарево, Северна Македония. Част е от Струмишката епархия на Македонската православна църква – Охридска архиепископия.
Храмът е построен в 1870 година. Иконостасът на църквата е изрисуван в 1898 година от струмишкият зограф Григорий Пецанов. Храмът е трикорабна псевдобазилика с равен дървен таван на трите кораба.